# Batalla d'El Caney
La batalla d'El Caney fou un enfrontament armat ocorregut l'1 de juliol de 1898 entre forces nord-americanes i espanyoles en el marc de la guerra Hispano-estatunidenca. El combat es va produir durant la difícil conquesta per part de l'exèrcit dels EUA del fort militar espanyol situat a El Caney, que va resistir dotze hores defensat per un reduït contingent d'espanyols.

## Antecedents
A El Caney, Santiago de Cuba, 500 soldats espanyols dirigits pel general Vara del Rey van ser encomanats per protegir el flanc nord-oest de Santiago contra una invasió estatunidenca. Llavors, les tropes nord-americanes, que havien desembarcat en la costa de l'Orient, assetjaven des de primeres hores del matí de l'1 de juliol el poble d'El Caney, situat a uns 7 quilòmetres de Santiago. Cruïlla de camins, l'enclavament defensiu estava format per un fort (El Viso) sis fortins de fusta, una línia més avançada de parapets d'arena, l'església i una plaça rectangular al voltant de la qual es distribuïen les cases de la població civil. El fort d'El Viso, front als tossals anomenats Lomas de San Juan, es considerava essencial per a la defensa de Santiago.

## Pla d'assalt

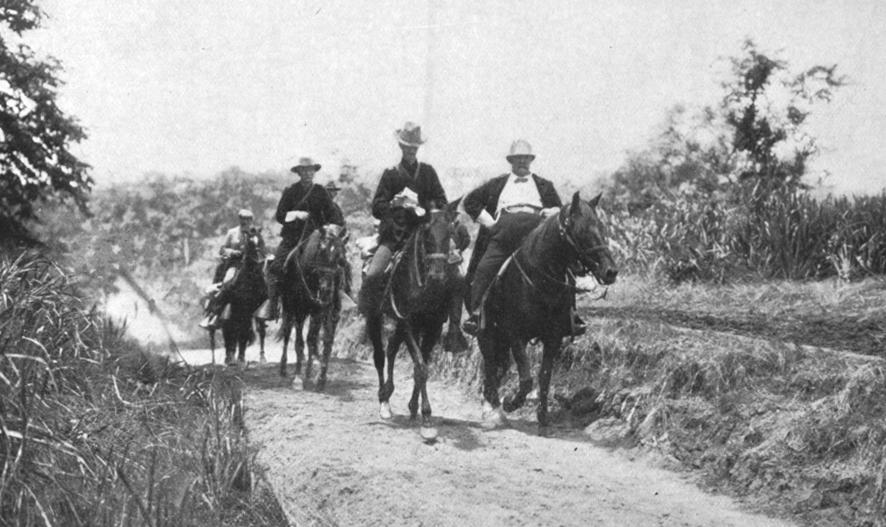
Rufus Shafter amb el seu lloctinent Miley

El general Shafter, cap del 5é Exèrcit Expedicionari, havia disposat que la 2a Divisió manada pel general Henry W. Lawton prengués El Caney amb rapidesa i tornés cap a la Lloma de San Juan per ajudar a la resta del 5é Exèrcit, i després dirigir-se cap a Santiago.
Lawton disposava de quatre brigades i una bateria d'artilleria amb un total de 6.653 homes. Vara del Rey només comptava amb 550 homes en total, 519 d'ells en el fort d'El Viso.
Tenint en compte tal desproporció, Lawton creia que els espanyols es retirarien sense oposar resistència. Amb aquest atac s'intentava evitar que les forces espanyoles poguessin hostigar els flancs yankis durant el seu atac a les Llomes de San Juan. Al mateix temps, per crear més dificultats al comandament espanyol, es duria a terme un atac de diversió sobre el riu Aguadoras per evitar que el General Linares pogués acudir en socors de les Llomes de San Juan i d'El Caney amb les unitats existents a la zona.

## Ordre de batalla

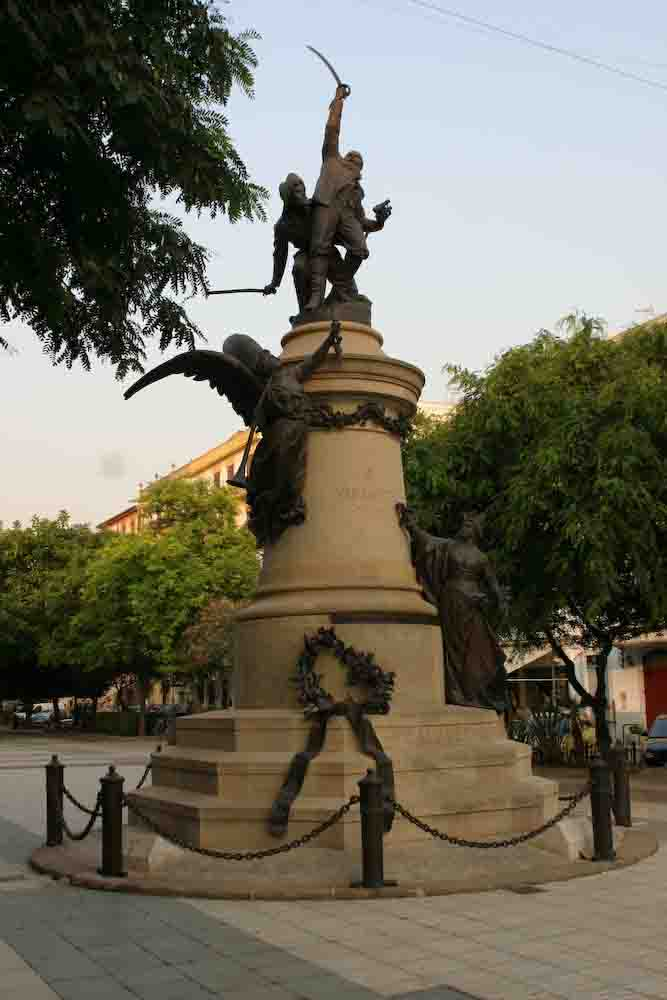
Monument a Vara del Rey a Eivissa.

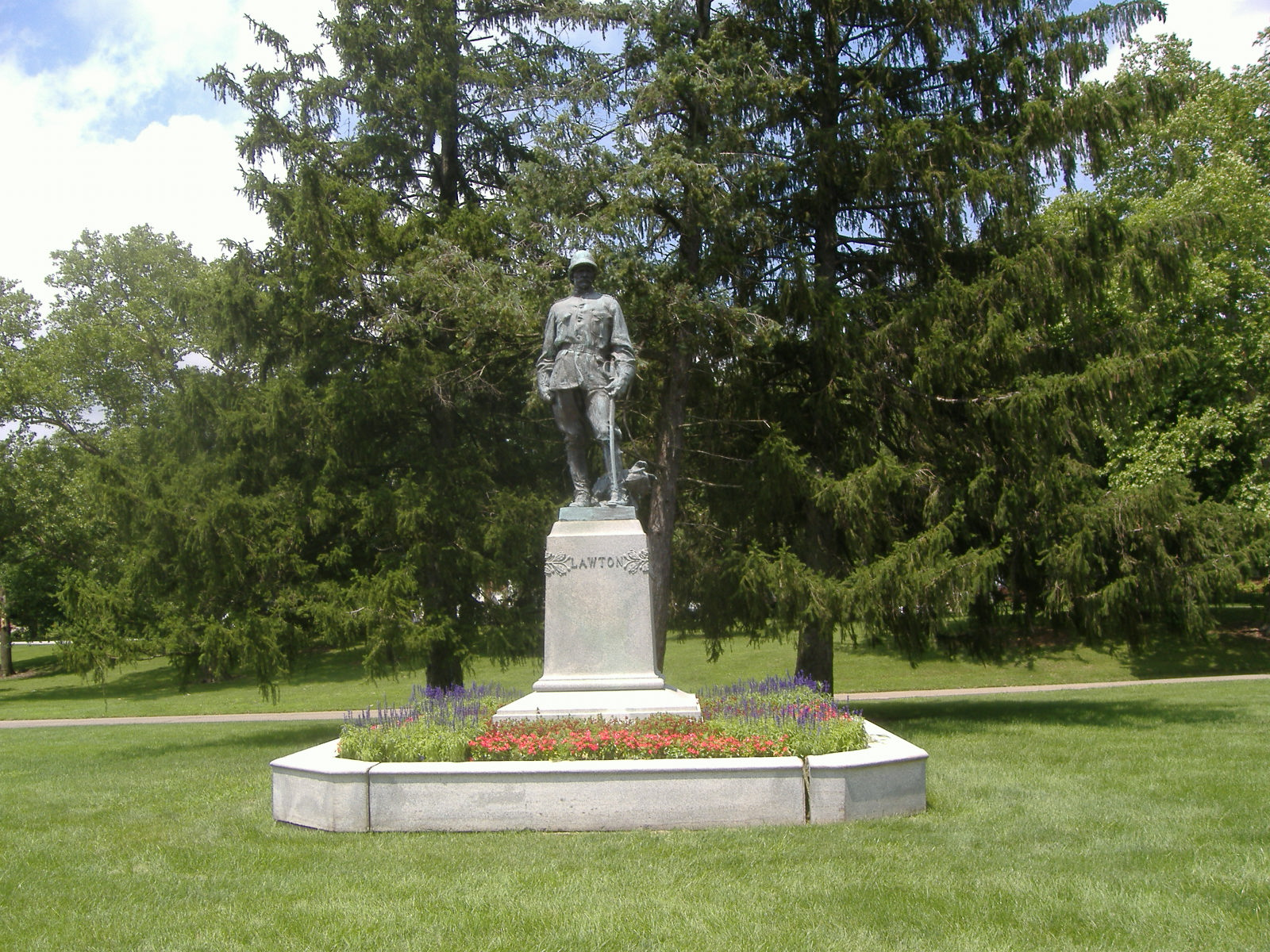
Estàtua d'Henry W. Lawton a Indianápolis.

Destacament espanyol al comandament del general Vara del Rey
- Regiment d'Infanteria "La Constitució" núm. 29: 3 companyies amb 419 homes.
- 1 companyia de guerrilles.
- Regiment de Cuba: 40 homes
- Mobilitzats: 50 homes civils d'El Caney
- 2 canons de muntanya Krupp de 75mm.[3]
- Total: 550 homes.

5a Divisió Nord-americana al comandament del general de brigada Henry W. Lawton, formada per:
- I Brigada del general de brigada W. Ludlow, formada pels següents regiments amb un total de 2.324 homes.
  - 8é d'Infanteria.
  - 22é d'Infanteria.
  - 2n de Voluntaris de Massachusetts.
- II Brigada del coronel Evan Milers, formada pels següents regiments amb un total de 1.457 homes.
  - 1r d'Infanteria.
  - 4t d'Infanteria.
  - 25é d'Infanteria.
- III Brigada del general de brigada A. R. Chaffee, formada pels següents regiments amb un total de 2.026 homes.
  - 7é d'Infanteria.
  - 11é d'Infanteria.
  - 17é d'Infanteria.
- Brigada Independent del general de brigada J. C. Bats, formada pels següents regiments amb un total de 1.092 homes.
  - 3r d'Infanteria.
  - 20é d'Infanteria.
- Artilleria al comandament del capità Capron amb 4 canons de 81 mm
- 4 metralladores Gatling 30.40
- Total: 6.899 homes.

## Desplegament

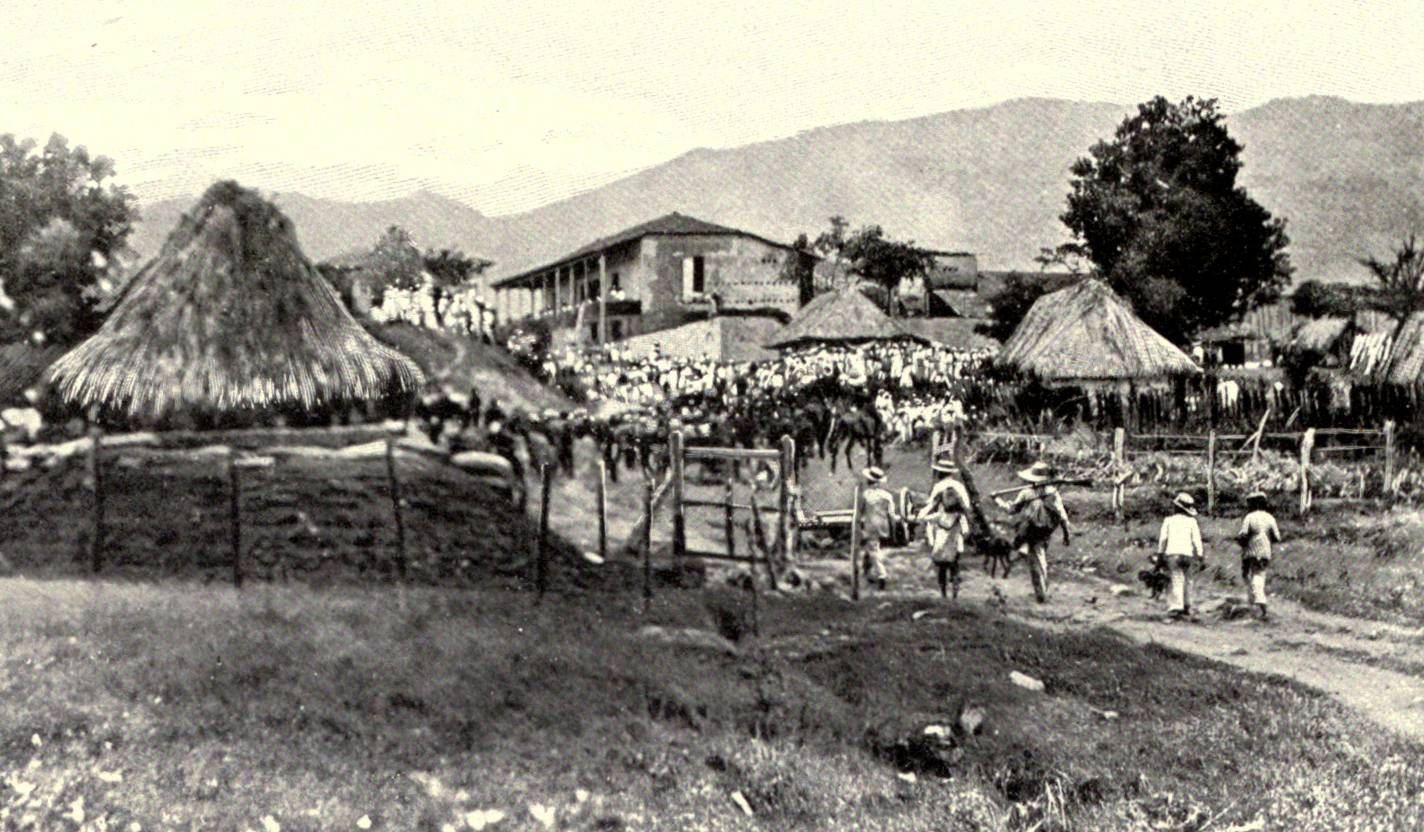
Trinxeres espanyoles a El Caney.

Vara del Rey havia d'impedir que els nord-americans s'apoderessin de la represa d'aigua existent a Cuabitas, que proveïa la ciutat de Santiago, i de la via fèrria per on havia d'arribar el general Escario amb reforços des de Tempranillo.

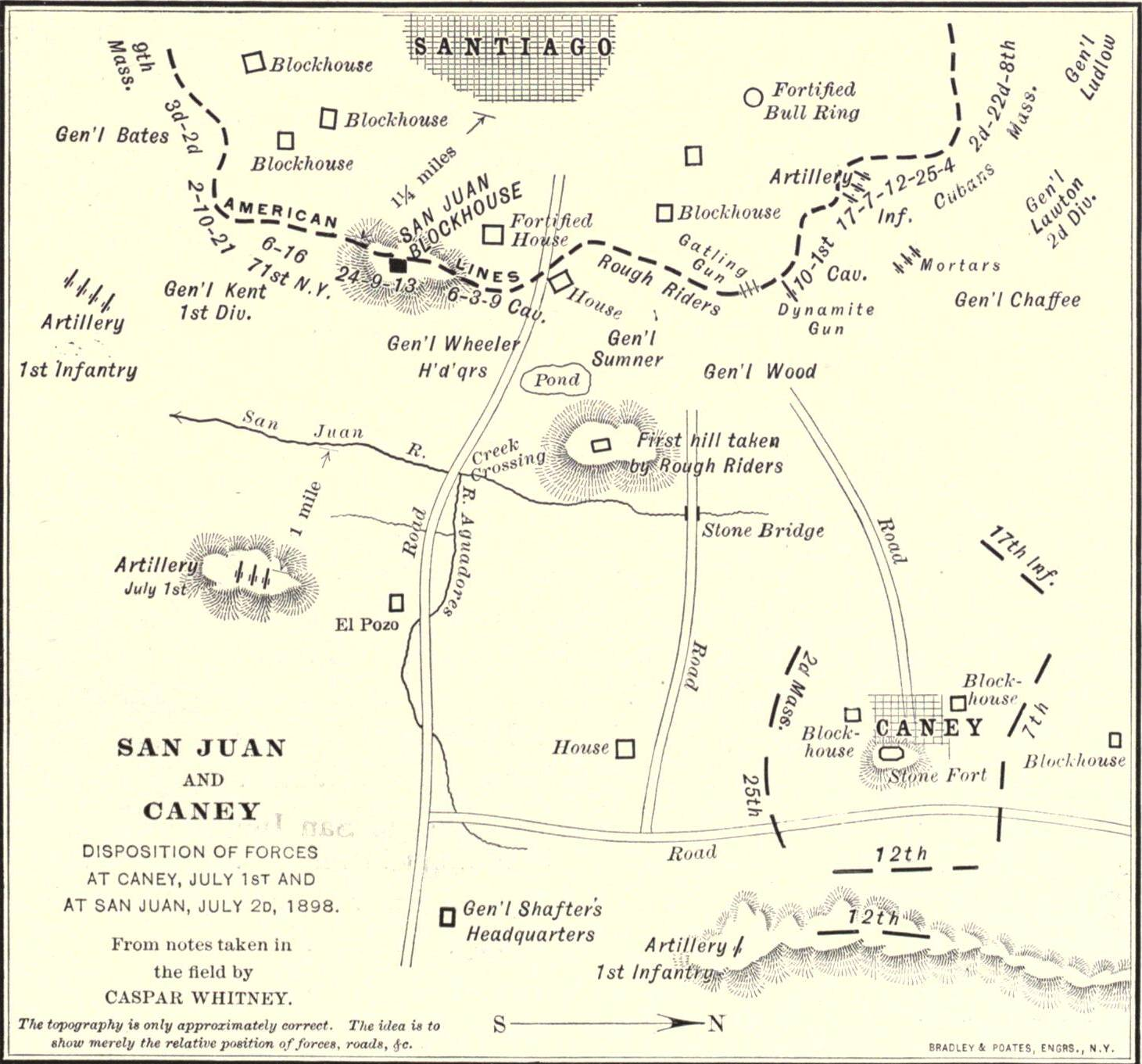
Disposició de les forces a El Caney i San Juan.

A l'alba de l'1 de juliol les forces nord-americanes front a El Caney i les llomes de San Juan estaven desplegades de la següent manera: 
- La III Brigada, al comandament del general Chafee, sobre la senda d'El Caney a Guantánamo.
- La I Brigada, al comandament del general Ludlow, darrere de la III Brigada.
- A l'esquerra i a 2 km al nord de Marianage, el 1r d'Infanteria de la II Brigada i la Bateria del capità Capron.
- La II Brigada, al comandament del general Milers, amb dos regiments desplegats prop d'El Pozo, sobre la banda dreta del riu Aguadoras.
- La Divisió de Cavalleria del general Wheeler, front a les altures de San Juan amb la Bateria Grimes.
- La Brigada Independent del general Bats, desplegada prop de Sevilla.
- La Brigada del general Duffield, desplegada front a Aguadoras per atacar aquesta posició amb el suport de l'artilleria naval.

## Batalla

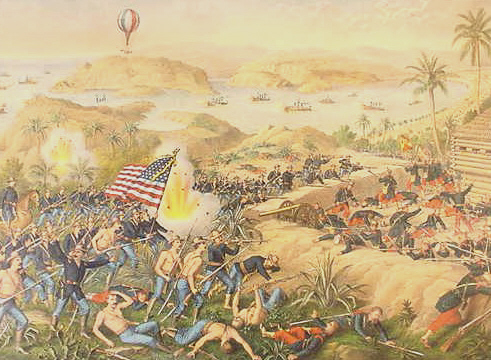
Batalla d'El Caney

El Fort d'El Viso, damunt un pujol, era una posició importantíssima per defensar El Caney i estava guarnit per una companyia de soldats veterans. Malgrat no tenir metralladores ni artilleria i que se'ls neguessin els reforços promesos, Vara del Rey i els seus homes aguantaren contra més de 8000 nord-americans des de la seua posició durant gairebé dotze hores, la qual cosa els va impedir obrir-se pas a través de les defenses i dirigir-se als pujols de San Juan com se'ls havia demanat des del comandament nord-americà.
A l'alba els nord-americans van encetar el bombardeig del fort El Viso i del poblat d'El Caney. A les 6:30 es va emprendre l'avanç amb l'objectiu que els espanyols escapessin sense combatre. Lawton volia conquistar El Caney en una hora, però el combat durà més de deu hores, demostrant d'aquesta manera la determinació mostrada pels espanyols que defensaven la posició.
Els homes de Vara del Rey van complir amb escreix la seua missió i van donar un exemple del que una infanteria amb moral i ben ensinistrada és capaç de fer contra forces molt superiors en nombre. Van lliurar la seua vida generosament quan tot els impel·lia a sortir corrent, en una situació en la qual fins i tot els mateixos enemics no haguessin dubtat a justificar la seua retirada.
La proposta de l'almirall Cervera de desmuntar les metralladores Maxim de 7 mm i 11 mm dels bucs, hagués donat un gir diferent a la contesa; però l'Exèrcit Espanyol preferia els canons de muntanya per la naturalesa abrupta del terreny. Si almenys els haguessin proporcionat munició!

## Morts
Quart Exèrcit de Cuba, I Divisió, I Brigada:
- General de Brigada Joaquín Vara del Rey, cap de la brigada i el seu ajudant de camp, primer tinent Cesáreo Domínguez Vara.[6]
- Regiment d'Infanteria Constitució núm. 29, 1r batalló: 
  - Comandants: Rodrigo Agüero y Rafael Aragón.
  - Segons tinents: Alfredo Vara del Rey, nebot del general; Manuel Morales i Antonio Rubio.
  - Classes de tropa: 61 individus.

## Conseqüències

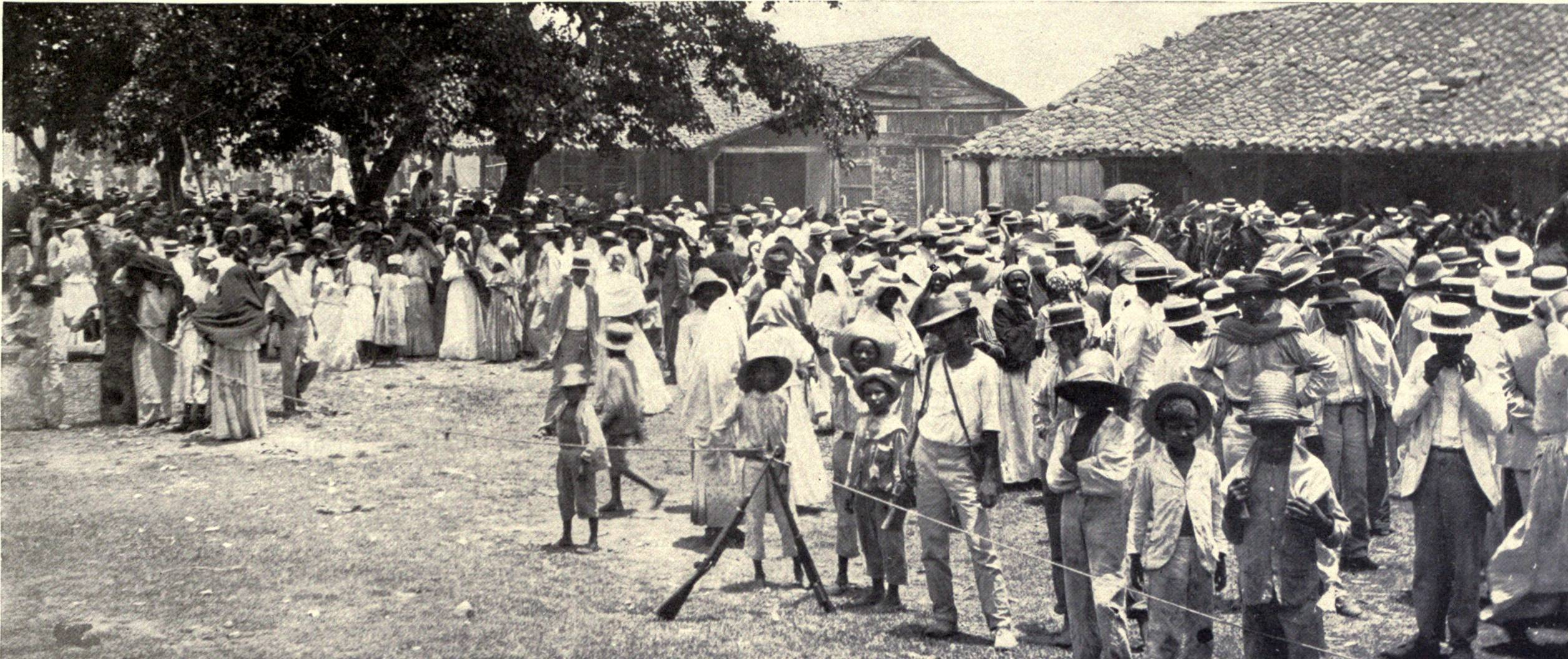
Refugiats procedents de Santiago de Cuba fugint dels bombardejos

Els estatunidencs patiren pèrdues sorprenents: al voltant de 1000 morts i 370 ferits. Les pèrdues cubanes a El Caney no es coneixen bé, i hom parla d'almenys un centenar de morts, i uns cinquanta ferits aquell dia.